# Midt-Telemarks kommun
Midt-Telemarks kommun (norska: Midt-Telemark kommune) är en kommun i Telemark fylke i södra Norge. Kommunen har fått sitt namn efter det större distriktet Midt-Telemark där även Nome kommun ligger. Centralort är tätorten Bø.

## Administrativ historik
Midt-Telemarks kommun etablerades den 1 januari 2020 genom en sammanslagning av de tidigare kommunerna Bø och Sauherad.

## Kommunvapen
Kommunvapnet kombinerar motivet från Bø kommuns gamla vapen med tinkturerna från Sauherads kommuns gamla vapen.

### Vapen för tidigare kommuner inom den nuvarande kommunen

Bø kommun (1988–2019)
Sauherads kommun (1989–2019)

## Tätorter
I Midt-Telemarks kommun finns fem tätorter:
- Bø (centralort)
- Folkestad
- Gvarv
- Nordagutu
- Nordbøåsane

## Socknar
Inom Norska kyrkan är Midt-Telemarks kommun indelad i två socknar:
- Bø socken
- Sauherad og Nes socken

Socknarna ingår i Øvre Telemarks prosteri i Agder og Telemarks stift.